# Three Doors
|  | Denne artikel er oprettet af botten PalnaBot ud fra en ekstern database. Den kan derfor have sproglige fejl eller mangler. Denne skabelon kan fjernes efter kontrol af indholdet. |

Three Doors er en kortfilm instrueret af Josefine Moody efter manuskript af Ida Åkerstrøm Knudsen, Linda Nørgaard Madsen, William Smed.